# 顔のない月
『顔のない月』（かおのないつき）は、2000年12月22日にオービットのブランド「ROOT」より発売されたアダルトゲーム。オービットのデビュー作でもある。2025年9月26日発売予定のリメイク版『顔のない月-待宵の双椿-』（かおのないつき まつよいのそうつばき）についても本項で述べる。

## 沿革
- 2000年12月22日 - CD-ROM初回限定版
- 2000年12月28日 - CD-ROM通常版
- 2001年8月10日 - LIMITED COLLECTION版
  - 外伝の『アフェクション』と『死角』を収録。
- 2001年12月8日 - ピンクパイナップルよりアダルトアニメ第1巻発売
- 2002年5月24日 - DVD-ROM COLLECTERS EDITION初回版
- 2002年5月31日 - DVD-ROM COLLECTERS EDITION通常版
  - 以上2つはゲームシステムを再調整して外伝を収録。メディアもDVD-ROMへ変更。
- 2004年5月28日 - ファンディスク『鈴菜日記』発売
- 2004年7月23日 - アダルトアニメが全5巻で完結
- 2005年4月15日 - DVD-ROM COLLECTORS EDITION RENEWAL初回版
- 2005年4月30日 - DVD-ROM COLLECTORS EDITION RENEWAL通常版
  - DVD-ROM COLLECTERS EDITION版と比較して、ゲームエンジン・スクリプト・ゲーム画面デザインの更新や見直しが行われている
- 2007年5月25日 - 本作エンディングの1つから続く続編『桃華月憚』（豪華版）が発売（通常版は6月1日発売）
- 2007年12月28日 - ダウンロードDigiket.com独占先行販売版
- 2008年1月11日 - ダウンロード一般販売版
  - 以上2つはDVD-ROM COLLECTORS EDITION RENEWALのダウンロード販売版である
- 2011年5月10日 - 同年3月に発生した東日本大震災でスタッフが被災したことを受けて、開発元のオービットが活動を休止
- 2023年9月25日 - 本作の原画家で有限会社オービット代表取締役のCARNELIANがX上にて過去作のリメイク希望作品を募集
- 2024年3月22日 - リメイク版「顔のない月-待宵の双椿-」の制作が発表。2025年9月26日発売予定。
- 2024年5月30日 - 開発費等補填のため、Ci-enにて2,000万円を目標としたクラウドファンディングを実施。第一弾で目標額の倍以上となる4,600万円を達成、追加で行われた第二弾でも最終的に1,780万円を集め、各種追加シナリオの実装、ファンディスク制作、桃華月譚のリメイク版制作も決定した[1]。

## ストーリー
東京に住む主人公・羽山浩一は、恩師候補の本山教授の強引な勧めもあって、実家の本家である倉木の山を訪ねる。遠く人里離れた倉木の山は、倉木神社を中心に土地の長として絶大な支配力を持っていた。数日間悪夢に魘されていた浩一は、やがて担ぎ込まれるように倉木家の当主の部屋へと運ばれる。
そこで、これまで女性の顔を見てもそれが顔であると認識できなかった浩一は、倉木家前当主の娘・倉木鈴菜と出会い、初めて女性の顔を見ることができるようになる。その後、彼は鈴菜が自分の許婚であることを初めて知り、倉木家の当主となってしまう。

## 登場人物
担当声優はリメイク版。オリジナル版およびアダルトアニメ版の声優は全て非公開。
羽山 浩一（はやま こういち）
本作の主人公。北条大学の本山教授の研究室に所属する大学生。飄々とした性格ながらも、極度のヘビースモーカーであると同時に、精力が強い。美貌の持ち主ではあるが、女性の顔を認識できないという特殊な病に悩まされている。本山教授の勧めで幼い頃過ごした信州の倉木の山を訪れるが、そこで突然、倉木鈴菜と許婚の間柄であることが判明し、当主となってしまう。
倉木 鈴菜（くらき すずな）
声 - 夏野ぱいん
本作のメインヒロイン。1982年生まれ。倉木家前当主の倉木 善治郎（くらき ぜんじろう）とその妻の由利子の娘にして、倉木神社の巫女。陰の気が強い。浩一の許婚だが、突然押し付けられた関係には少々戸惑い気味。また、我侭な所があったり、手紙の出し方やファミリーレストランの存在も知らないなど、世間知らずでもある。浩一のような図々しく荒い言葉を浴びせてくる相手には出会ったことが無かったため、反感を持ちつつも次第に心惹かれていく。
春川 知美（はるかわ ともみ）
声 - 遠野そよぎ
倉木家の主治医である春川 一平（はるかわ いっぺい）の養女で、倉木家に仕えるメイドの一人。フワフワと掴み所の無い受け答えをすることが多い上、内向的な部分もあるが、当主である浩一への信頼は厚い。また、眼鏡が似合う愛らしい顔立ちに優れたプロポーション（特にバスト）を併せ持つ、かなりの美女でもある。倉木家のメイドとして仕事を日々こなす従順な面とは別に、浩一の求めには昼夜や場所の区別無く応じるといった、性的に巧みで従順な面も持つ。
『ヤミと帽子と本の旅人』にも登場している。
栗原 沙也加（くりはら さやか）
声 - 東シヅ
倉木家に仕えるメイドの一人。ハキハキと明るく軽いノリをしており、浩一に対しても主人というよりは友人に近い接し方をしている。鈴菜や知美に比べるとやや華奢な容姿をしており、本山教授はかつて失踪した人気女優・山都 瑠璃（やまと るり）との類似性を指摘している。
東 衣緒（あずま いお）
声 - 佐山森
6月29日生まれ。鈴菜の従兄にあたり、倉木分家の血筋を引いている美少年。浩一達が到着する数日前から、倉木家に滞在している。図書館で倉木に関する文献を熱心に調べている学者肌で、本山教授の著作及び研究に興味を示す。知美にほのかな想いを寄せる。
『ヤミと帽子と本の旅人』のヒロイン・東 葉月は、衣緒の実妹という設定。また、『桃華月憚』には美青年に成長した姿で登場する。
沢口 千賀子（さわぐち ちかこ）
声 - 谷口ケイ
浩一の元恋人で、現在でも友人として接している。本山教授の助手としてゼミに在籍中。クールで醒めた物言いをすることも多いが、決して冷たい性格というわけではない。夏でも黒の皮手袋を常用している。
本山（もとやま）教授
羽山の在籍する北条大学の民俗学教授で、名前は不明。人に憎まれない性格の持ち主。リメイク版公式サイトでフルネームが「本山 晋吾」と発表された。
倉木 由利子（くらき ゆりこ）
声 - 一色ヒカル
善治郎の妻にして、鈴菜と水菜の母。1963年生まれ。年頃の娘が二人もいるとは思えないほど、若さと妖艶さに溢れている。病に臥した実権者の倉木 チヨに代わって、館の管理を担う。浩一を倉木家の当主として迎え入れた後、鈴菜との結婚を半ば強引に進めようとしている。なお、ある理由から浩一への呼称が変わる場面がある。
倉木 水菜（くらき みずな）
倉木家のもう一人の巫女で、鈴菜の双子の姉。1982年生まれ。倉木家においては双子は禁忌とされているため、幼い頃に鈴菜と引き離された。現在は洞窟内の庵でひっそりと暮らしている。彼女の存在そのものは隠匿されており、朦げに記憶している鈴菜でさえ、「可愛がっていたクマのヌイグルミをそう思い込んでいたのではないか」と教え込まされていたほどである。鈴菜とは反対に陽の気が強く、彼女以上に外界と接したことが無いため、極めて純粋かつ純真。洞窟近くの川原で遊んでいるところ、浩一と出会う。
『桃華月憚』にはフウという名で登場する。

## スタッフ
- シナリオ：古耕章太郎、宙形安久里、セロリ
- キャラクターデザイン・原画：CARNELIAN
- 音楽：KIM'sSOUNDROOM

## 反響

### 売り上げ
本作は、PC NEWS1月25日号（第66号）に掲載された全国美少女ソフト売り上げランキング TOP50（12/4～12/31集計）に、初登場で2位にランクインした。
また、アダルトゲーム雑誌「BugBug」に掲載された2001年分の年間セールスランキングにおいても、17位にランクインしている。

### 読者投票
| 部門名       | 順位 |
| ------------ | ---- |
| 総合         | 4位  |
| シナリオ     | 2位  |
| グラフィック | 1位  |
| サウンド     | 4位  |
| ゲーム性     | 8位  |
| ヴォイス     | 4位  |

本作は、美少女ゲーム雑誌BugBugの「2001年読者が選ぶ美少女ゲーム年間ランキング」の複数の部門において10位以内に選ばれ、このうち同ランキングのキャラクター部門では本作のヒロインである鈴菜が1位にランクインした。キャラクター部門以外は右表の通り。

## アダルトアニメ版
『顔のない月 -No Surface Moon THE ANIMATION-』（かおのないつき ノー・サーフェイス・ムーン ジ・アニメーション）のタイトル名で、ピンクパイナップルより発売。当初は全4巻予定だったが、1巻伸び、全5巻構成となった。
なお、『MOONLIGHT LADY』（ムーンライト・レディ）のタイトル名で北米正規版も存在する。
第三夜『芍薬』が2002年度、第五夜『彼岸花』が2004年度の美少女アニメーション大賞をそれぞれ受賞した。

### シリーズ一覧
すべてDVDで発売。
- 第一夜『椿』 （発売：2001年12月8日）
  - 初回版と通常版が存在。
- 第二夜『向日葵』 （発売：2002年7月26日）
  - 初回版と通常版が存在。
- 第三夜『芍薬』 （発売：2002年12月27日）
- 第四夜『白百合』 （発売：2003年6月13日）
- 第五夜『彼岸花』 （発売：2004年7月23日）
- 総集特別編『〜いにしえ〜』 （発売：2004年8月27日）
  - 第一夜から第四夜までのセックスシーンを中心に再編集した総集編。
- GOLD DISC BOX『戯れ』 （発売：2007年2月23日）
  - 本編全5巻に総集特別編を含めた計6巻をゴールドディスク2枚組に収録。同一内容を収録したUMD版2枚組を同梱。

### スタッフ（アニメ）
- 原作：ROOT
- 監督：サトウトシハル（第一夜 - 第四夜）、荒木英樹（第五夜）
- シリーズ構成：あらかわまさのぶ
- 脚本：あらかわまさのぶ（第一夜 - 第三夜）、花葵奇子（第四夜）、関町台風（第五夜）
- 絵コンテ：サトウトシハル（第一夜 - 第四夜）、荒木英樹（第五夜）
- キャラクターデザイン原案・監修：CARNELIAN
- キャラクターデザイン：石原恵
- 作画監督：石原恵（第一夜 - 第三夜、第五夜）、服部憲知（第四夜）
- アニメーション制作：イマジン（第一夜 - 第四夜）、ORADA COMPANY（第五夜）
- 製作：ピンクパイナップル

### 主題歌（アニメ）
エンディングテーマ「Cruel Moon」
作詞・作曲・編曲 - 五十嵐洋 / 歌 - arca

### 関連商品（アニメ）

#### 音楽CD（アニメ）
- 『顔のない月 音楽集 〜月下楽人〜』 KSCA-59143
  - 2002年8月9日にピンクパイナップルより発売。アダルトアニメ版のBGM12曲を収録。

## 鈴菜日記
『鈴菜日記』は、2004年5月28日発売のアダルトゲーム。主人公たちの後日談を描くファンディスク。
- 声の出演
  - 倉木 鈴菜（声：榊原ゆい）

## 関連商品

### 音楽CD
- 『顔のない月 パーフェクトアレンジアルバム』 FSCA-10205
  - 2002年1月17日にビー!スマイルより発売。オリジナルボーカル曲を含むアレンジ版BGM11曲を収録。
- 『顔のない月 コンプリートサウンドトラック』 LACA-9019/20
  - 2002年11月22日にランティスより発売。主題歌を含むBGM全27曲と、神津裕之によるアレンジ版BGM10曲をCD2枚に収録。

### 書籍
- ノベライズ
  - 『顔のない月 上』2001年4月10日発売 ISBN 4-8470-3392-2
  - 『顔のない月 下』2001年6月10日発売 ISBN 4-8470-3399-X
    - 以上2つはワニブックス〈キャロット・ノベルス〉から発刊されたノベライズ版作品。執筆は深町薫が務めている。

  - 『顔のない月 No Surface Moon Limited Collection』 ISBN 4-89601-589-4
    - 2002年6月5日にムービック〈ムーンノベルス〉から発刊された小説。Limited Collection版に収録の外伝「死角」と「アフェクション」を完全小説化したノベライズ版作品。執筆は才田光昭、イラストはCARNELIANが務めている。
- コミカライズ
  - 『顔のない月 ビジュアル・コミック・アンソロジー』 ISBN 4-7577-0662-6
    - 2001年12月10日にエンターブレイン〈マジカルキュートレーベル〉より発売。執筆陣は尾崎弘宜、ほっけうるふ、水月悠など。表紙は鈴平ひろ描き下ろし。

  - 『顔のない月 Comic Collection』 ISBN 4-04-853578-1
    - 2002年12月に角川書店〈角川コミックス〉より発売。
- 『アンソロジーコミックス―顔のない月』2001年5月発売 ISBN 4-87287-512-5
- 『アンソロジーコミックス―顔のない月2』2001年8月発売 ISBN 4-87287-544-3
- 『アンソロジーコミックス―顔のない月3』2001年10月発売 ISBN 4-87287-574-5
- 『アンソロジーコミックス―顔のない月4』2001年12月発売 ISBN 4-87287-602-4
- 『アンソロジーコミックス―顔のない月5』2002年4月発売 ISBN 4-87287-669-5
  - 宙出版〈ミッシィコミックス〉より発売。執筆陣は内村かなめ、よしずな、新居あき、トリル弾、琴稀りんなど。
- ビジュアルファンブック
  - 『顔のない月 ビジュアルファンブック』 ISBN 4-7577-0474-7
    - 2003年7月31日にエンターブレイン〈ビジュアルファンブックシリーズレーベル〉より発売。本編や販促のCG、攻略記事や設定資料などを掲載。
- 同人誌
  - 『コミケ83 CARNELIAN 顔のない月 原画集』
  - CARNELIAN/『顔のない月 ILLUST COLLECTION』
  - CARNELIAN/『月落葉 其の壱』
  - CARNELIAN/『月落葉 其の弍』
  - CARNELIAN/『月落葉 其の三』
  - CARNELIAN/『月落葉 其の四』
  - CARNELIAN/『紅玉髄 其の四』
  - CARNELIAN/『ちょっとだけ』